# Jan Ørke
Jan Ørke (Stavanger, 1931. szeptember 1. – Stavanger, 2024. április 20.) válogatott norvég labdarúgó, hátvéd.

## Pályafutása

### Klubcsapatban
1949 és 1962 között a Viking labdarúgója volt, ahol egy norvég bajnoki címet és két kupagyőzelmet ért el a csapattal.

### A válogatottban
1958-ban egy alkalommal szerepelt a norvég válogatottban.

## Sikerei, díjai
Viking
- Norvég bajnokság
  - bajnok: 1957–58
- Norvég kupa
  - győztes (2): 1954, 1960

## Statisztika

### Mérkőzése a norvég válogatottban
| Norvégia | Norvégia            | Norvégia               | Norvégia | Norvégia | Norvégia | Norvégia   | Norvégia | Norvégia |
| #        | Dátum               | Helyszín               | Hazai    | Eredmény | Vendég   | Kiírás     | Gólok    | Esemény  |
| -------- | ------------------- | ---------------------- | -------- | -------- | -------- | ---------- | -------- | -------- |
| 1.       | 1958. augusztus 13. | Oslo, Ullevaal Stadion | Norvégia | 6 – 5    | NDK      | barátságos | -        |          |
|          | Összesen            |                        |          | 1        | mérkőzés |            | 0        | gól      |